# Bérbaltavár
Bérbaltavár è un comune dell'Ungheria di 521 abitanti (dati 2001). È situato nella contea di Vas.